# 李镜峰
李鏡峰主教（Bishop Lucas Li Jing-feng，1922年2月26日—2017年11月17日），圣名路加，1947年晋铎，1980年晋牧，宗座認可天主教凤翔教區主教。

李鏡峰主教牧徽

## 生平
1922年2月26日生于陕西省高陵县通远坊热心教友家庭。1947年6月29日晋铎，1947年—1949年实习牧灵，1949年—1956年在教区修院任教，1956年—1959年任修院院长兼教区秘书长，1959年蒙冤入狱，1979年由教宗若望·保禄二世委任为凤翔教区助理主教，1980年获释。同年4月25日被周维道主教祝圣为助理主教，1983年2月14日按照教会法典接任凤翔教区第三任主教。
2005年9月，梵蒂冈宣布邀请金鲁贤（天主教上海教区助理主教）、李笃安（天主教西安总教区总主教）、李镜峰（天主教凤翔教区主教）、魏景仪（天主教齐齐哈尔教区主教）等4位中国主教参加在罗马开幕的全球主教会议，但是后来4人均未能成行。
2012年的全球主教会议，中国大陆境内的主教同样无法参与。李镜峰主教只能致函给教宗，表达他和其他中国主教在精神上参与这次主教会议。

## 牧徽
- 牧徽標語 [12] 是「奉主之名」的拉丁文。

## 著作
另外，天主教凤翔教区：信光书屋：罗列了李镜峰主教所著作、翻译和编辑的图书，包括：
- 拉丁語： 《便攜拉漢對照　脫利騰拉丁彌撒經書》。陝西：天主教鳳翔教區，2012。
- 《图解拉丁语课本》：这本拉丁语课本是李镜峰主教花费近两年时间编写而成的。
- 《天主教教理简编》：李镜峰主教翻译
- 俄咏弥撒《颂谢词》：由李镜峰主教翻译、整理、编著而成。

## 外部連結
- . 2005年9月8日  [2014年8月28日]. （原始内容存档于2015年9月23日）.

- 李镜峰主教. . 信德网. 2012年7月25日  [2014-08-26]. （原始内容存档于2015-09-23）.
- 陈良德神父. . 信德报. 2012年8月2日  [2014-08-26]. （原始内容存档于2016-03-04）. |issue=被忽略 (帮助)
前几天，拜读李镜峰主教的“圣教礼仪的神圣与尊严不可侵犯”（此文详见信德网，编者注）一文，感慨颇多。首先，在当今自由主义泛滥的时代，很高兴看到九旬高龄的李主教仍然坚守自己的神圣职责。……其次，与李主教有同感。正如他在文中所提到的：“世俗主义与自由主义正侵蚀着教会心脏”。看看今天的礼仪，尤其是弥撒礼仪成为个别神父的杰作。